# ハーバート男爵
ハーバート男爵（英: Baron Herbert）は、イギリスの貴族、男爵。イングランド貴族爵位。廷臣ウィリアム・ハーバートが1461年に議会招集を受けたことに始まり、ボーフォート公爵家を経て、現在はサイフリード＝ハーバート家が保持する。

## 歴史

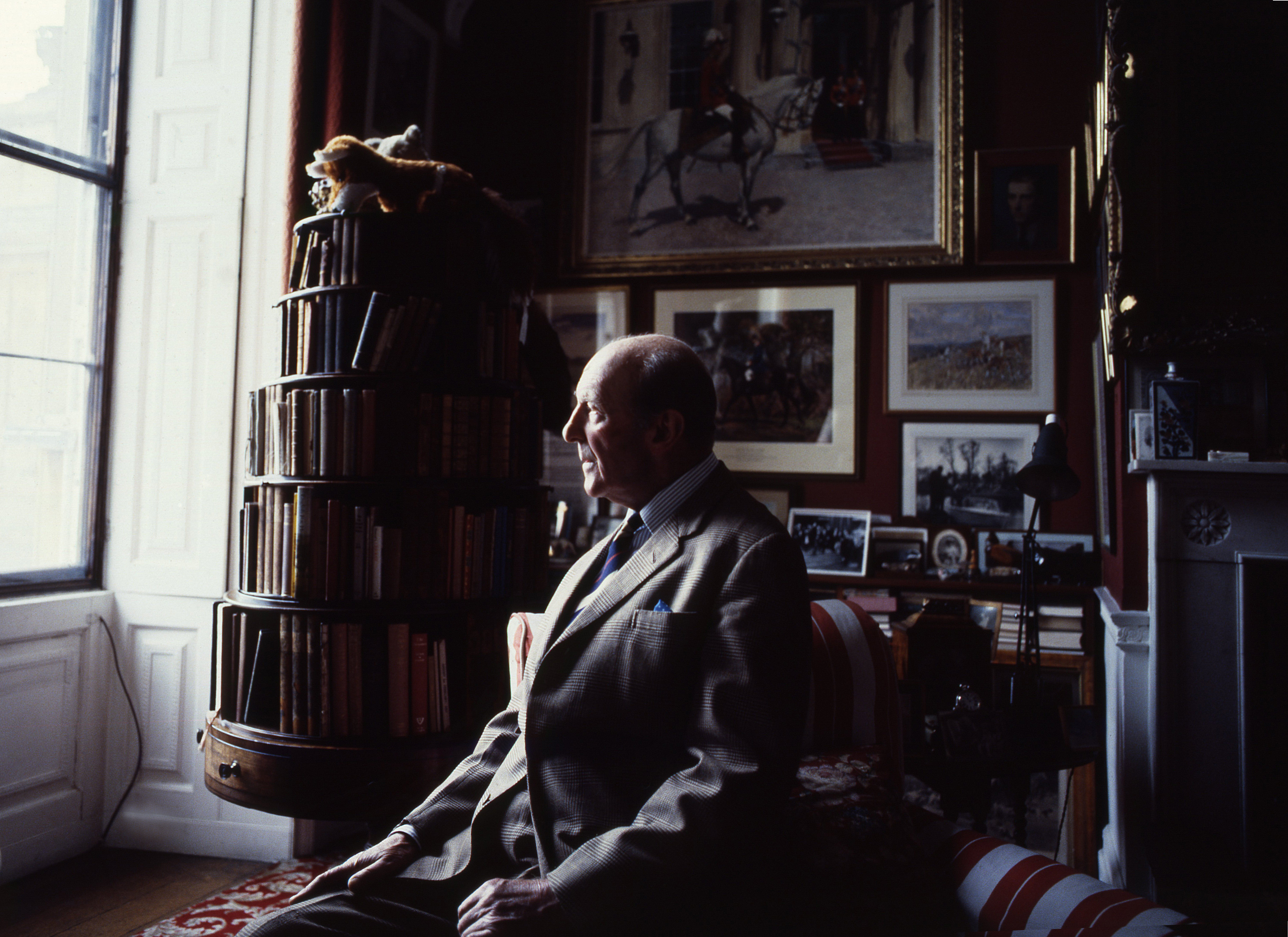
18代男爵(10代公)ヘンリー・サマセット。彼の死後、2002年まで爵位停止となった。

その始祖ウィリアム・ハーバート(1423-1469)は父ウィリアム・アプ・トマスとともにリチャード・プランタジネットを支持して、薔薇戦争においてはヨーク派に属した廷臣である。彼は1461年7月26日にイングランド貴族のハーバート男爵(Baron Herbert)として貴族院より議会招集を受けた。ウィリアムは1468年にペンブルック伯爵(Earl of Pembroke)へと位階を進めている。
その子である2代伯ウィリアム(1451-1491)は国王エドワード4世によってウェールズのペンブルック伯領放棄と引き換えにハンティンドン伯爵(Earl of Huningdon)を授けられたが、男子がおらずこの伯爵位は廃絶した。他方、女系継承を許す男爵位は彼の娘エリザベスに継承された。
3代女男爵エリザベス(1476-1513)はのちにウスター伯爵家を興すチャールズ・サマセットと結婚したため、爵位はサマセット家へと流出することとなった。同家はやがてボーフォート公爵に叙されるとともに、男爵位も15代にわたって継承され続けた。
しかし、18代男爵にあたる第10代ボーフォート公爵が子のないまま死去すると、男爵位は彼の長妹ブランシェの子孫間で優劣がつかず、爵位は停止した。
その後、親族のデイヴィッド・サイフリード(1952-)が2002年1月10日にハーバート男爵を継承することが認められて、停止解除となった。彼は同年にハーバートの姓名と紋章の使用を認める勅許を得て、家名を「サイフリード＝ハーバート(Seyfried-Herbert)」としている。2020年現在、その彼が当代の男爵である。

## ハーバート男爵（1461年）
- 初代ハーバート男爵（初代ペンブルック伯爵）ウィリアム・ハーバート (1423–1469)
- 第2代ハーバート男爵（第2代ペンブルック伯爵）ウィリアム・ハーバート (d. 1491)
- 第3代ハーバート女男爵エリザベス・サマセット（英語版） (c.1476-1509/13)
- 第4代ハーバート男爵（第2代ウスター伯爵）ヘンリー・サマセット（英語版） (c. 1495–1548) (son);
- 第5代ハーバート男爵（第3代ウスター伯爵）ウィリアム・サマセット (d. 1589) (son);
- 第6代ハーバート男爵（第4代ウスター伯爵）エドワード・サマセット (d. 1628) (son);
- 第7代ハーバート男爵（初代ウスター侯爵）ヘンリー・サマセット
- 第8代ハーバート男爵（第2代ウスター侯爵）エドワード・サマセット (1601–1667)
- 第9代ハーバート男爵（初代ボーフォート公爵）ヘンリー・サマセット (1629–1700)
- 第10代ハーバート男爵（第2代ボーフォート公爵）ヘンリー・サマセット (1684–1714)
- 第11代ハーバート男爵（第3代ボーフォート公爵）ヘンリー・サマセット (1707–1745)
- 第12代ハーバート男爵（第4代ボーフォート公爵）チャールズ・ノエル・サマセット (1709–1756)
- 第13代ハーバート男爵（第5代ボーフォート公爵）ヘンリー・サマセット (1744–1803)
- 第14代ハーバート男爵（第6代ボーフォート公爵）ヘンリー・チャールズ・サマセット（英語版） (1766–1835)
- 第15代ハーバート男爵（第7代ボーフォート公爵）ヘンリー・サマセット (1792–1853)
- 第16代ハーバート男爵（第8代ボーフォート公爵）ヘンリー・チャールズ・フィッツロイ・サマセット (1824–1899)
- 第17代ハーバート男爵（第9代ボーフォート公爵）ヘンリー・アデルバート・ウェリントン・フィッツロイ・サマセット (1847–1924)
- 第18代ハーバート男爵（第10代ボーフォート公爵）ヘンリー・ヒュー・アーサー・サマセット (1900–1984) (1984年に爵位停止)
- 第19代ハーバート男爵デイヴィッド・ジョン・サイフリード＝ハーバート（英語版） (1952- ) (2002年に爵位停止解除)

爵位の法定推定相続人は、現当主の息子であるオスカー・ジェイムズ・サイフリード・ハーバート閣下(2004- )。

### 註釈
1. ↑  チャールズは妻の権利（英語版）によってラグラン、チェプストー及びゴアのハーバート男爵(英: Baron Herbert of Raglan, Chepstow and Gower)を得て、その後は男爵位叙爵に基づいて議会招集も受けたとされる[2][4]。しかしながら、その叙爵にかかる勅許状は見つかっていない[2]。
2. ↑  デイヴィッド・サイフリードは10代公の長妹ブランシェの次女の長男にあたる[2]。